# Thomas von der Way
Thomas von der Way ist ein deutscher Ägyptologe. 

## Leben
Er bereiste von 1975 bis 1981 den Nahen und Mittleren Osten und studierte von 1975 bis 1982 Ägyptologie in Heidelberg und Trier sowie Assyriologie und Ur- und Frühgeschichte (als Nebenfächer) in Heidelberg. Er arbeitete von 1977 bis 1980 an der Grabung des Abteilung Kairo des Deutschen Archäologischen Instituts in Merimde/Beni-Salama und von 1978 bis 1981 am Heidelberger Ramessidenprojekt mit. Nach der Promotion 1982 an der Universität Heidelberg war er von 1983 bis 1989 Referent an der Abteilung Kairo des Deutschen Archäologischen Instituts. Von 1983 bis 1992 leitete er eine Grabung der Abteilung Kairo des Deutschen Archäologischen Instituts auf dem Tell el-Fara'in/Buto. Nach der Habilitation 1992 an der Universität Heidelberg lehrt er seit 1993 mit regelmäßigen Beurlaubungen an der Universität Mainz, wo er 1999 zum außerplanmäßigen Professor ernannt wurde. An der Universität Wien hatte er Gastprofessuren (2000/2001/2003). Seit 1983 lebt er durchgehend in Kairo.

## Schriften (Auswahl)
- Die Textüberlieferung Ramses’ II. zur Qadeš-Schlacht. Analyse und Struktur (= Hildesheimer ägyptologische Beiträge. Band 22). Gerstenberg, Hildesheim 1984, ISBN 3-8067-8081-1 (zugleich Dissertation, Heidelberg 1982).
- Göttergericht und „Heiliger“ Krieg im Alten Ägypten. Die Inschriften des Merenptah zum Libyerkrieg des Jahres 5 (= Studien zur Archäologie und Geschichte Altägyptens. Band 4). Heidelberger Orientverlag, Heidelberg 1992, ISBN 3-927552-06-2.
- Untersuchungen zur Spätvor- und Frühgeschichte Unterägyptens (= Studien zur Archäologie und Geschichte Altägyptens. Band 8). Heidelberger Orientverlag, Heidelberg 1993, ISBN 3-927552-16-X (zugleich Habilitationsschrift, Trier 1991).
- Tell el-Faraʿîn – Buto. Teil 1. Ergebnisse zum frühen Kontext, Kampagnen der Jahre 1983–1989 (= Archäologische Veröffentlichungen. Deutsches Archäologisches Institut, Abteilung Kairo. Band 83). von Zabern, Mainz 1997, ISBN 3-8053-1858-8.